# Anthoxanthum ovatum
Anthoxanthum ovatum es una gramínea de unos 50 cm de altura de distribución cosmopolita.

## Descripción
Planta anual de hasta 50 cm, erguida y ramificada desde la base. 
Tallo áspero, muy variable, frecuentemente, los tallos tienen 5 ramas que salen normalmente de los nudos medios o inferiores.
Vainas (base de la hoja) normalmente lisas o como el tallo, algo ásperas.
Limbos ovado o estrechamente ovado, verdes, de 1-5 mm de ancho, hasta 12 mm. espinosos sobre los nervios. El haz es generalmente peloso.
Lígula alargada, de 1-3 mm de largo, con los bordes desiguales, rara vez entera. Se desgarra con la edad.
Panoja espiniforme, densa, oval, casi siempre algo truncada en la base, de 1-4 cm de largo por 7-15 mm de grueso, amarillenta.
Glumas desiguales. La superior tiene tres nervios y la inferior, más corta, uno solo, membranosas, ambas ciliadas sobre la quilla (forma de la parte terminal) con pubescencia de densidad variable sobre toda la superficie. 
Florúnculas (forma y tamaño relativo de las lemas fértiles y estériles) dos casi iguales, amarillo-pardo en la madurez, con dos lóbulos (bilobada) en el ápice que es membranoso.
 
Lóbulos agudos, los nervios laterales internos penetran en los lóbulos apicales:
1. la inferior con una arista basal y ligeramente acodada, espinosa del codo al ápice, de aquel a la base, en la madurez, rojo oscuro, estriada y retorcida en espiral
2. la superior recta, aproximadamente mitad de larga que la de la inferior, e inserta en el tercio superior, ambas florúnculas larga y densamente pelosas en los bordes laterales y sobre toda la superficie.

Lema endurecida, amarillenta y brillante en la madurez, cinco-nervada, algo más corta que las florúnculas, lisa, lampiña. 
Palea poco más corta que la lema, elíptica, de la misma consistencia que la lema. 
Estambres dos, anteras de 2-5 mm. Ovario oval 0,5 mm., estilos dos, estigmas plumosos, salientes por el ápice. 
Fruto cariópside oblongo 1,5 x 1 mm.
Cromosomas
Número somático 2n = 10 hallado por Valdés
Nota
1. ↑  PAUNERO (1948: 477; 1954: 403) Esta autora dejó sentado que la morfología de las lemas, piezas estériles se mantiene constante dentro de cada especie y que es el mejor carácter para separarlas y de más fácil utilización en la taxonomía diferencial de este grupo.

## Taxonomía
Anthoxanthum ovatum publicado en Genera et species plantarum por Mariano Lagasca 2, n. 15. 1816 [Jun-Dec 1816].

Resulta muy difícil distinguir morfológicamente A. odoratum L. (generalmente tetraploide y perenne) de A. ovatum Lag. (diploide, anual o bienal. que permita diferenciar con absoluta garantía dichas plantas.

## Distribución
Argelia; Corcega; Francia; Grecia; Italia; Marruecos; Cerdeña; Sicilia; España; Túnez; Turquía Europea, Yugoslavia

## Sinonimia
- Anthoxanthum aristatum subsp.macranthum Valdés
- Anthoxanthum lasianthum Salzm.
- Anthoxanthum odoratum subsp. ovatum (Lag.) Trab.
- Anthoxanthum odoratum var. exsertum (H.Lindb.) Emb. & Maire
- Anthoxanthum odoratum var. ovatum (Lag.) Coss. & Durand
- Anthoxanthum ovatum subsp. macranthum (Valdés) Rivas Mart.
- Anthoxanthum ovatum var. exsertum H.Lindb.